# Cécile Ferrère
Cécile Ferrère (París, 5 de mayo de 1847-1931) fue una pintora francesa, especializada en retratos. Discípula del pintor francés Charles Joshua Chaplin. Adscrita al realismo tardío francés en la línea de Courbet o el primer Fantin-Latour.

## Trayectoria

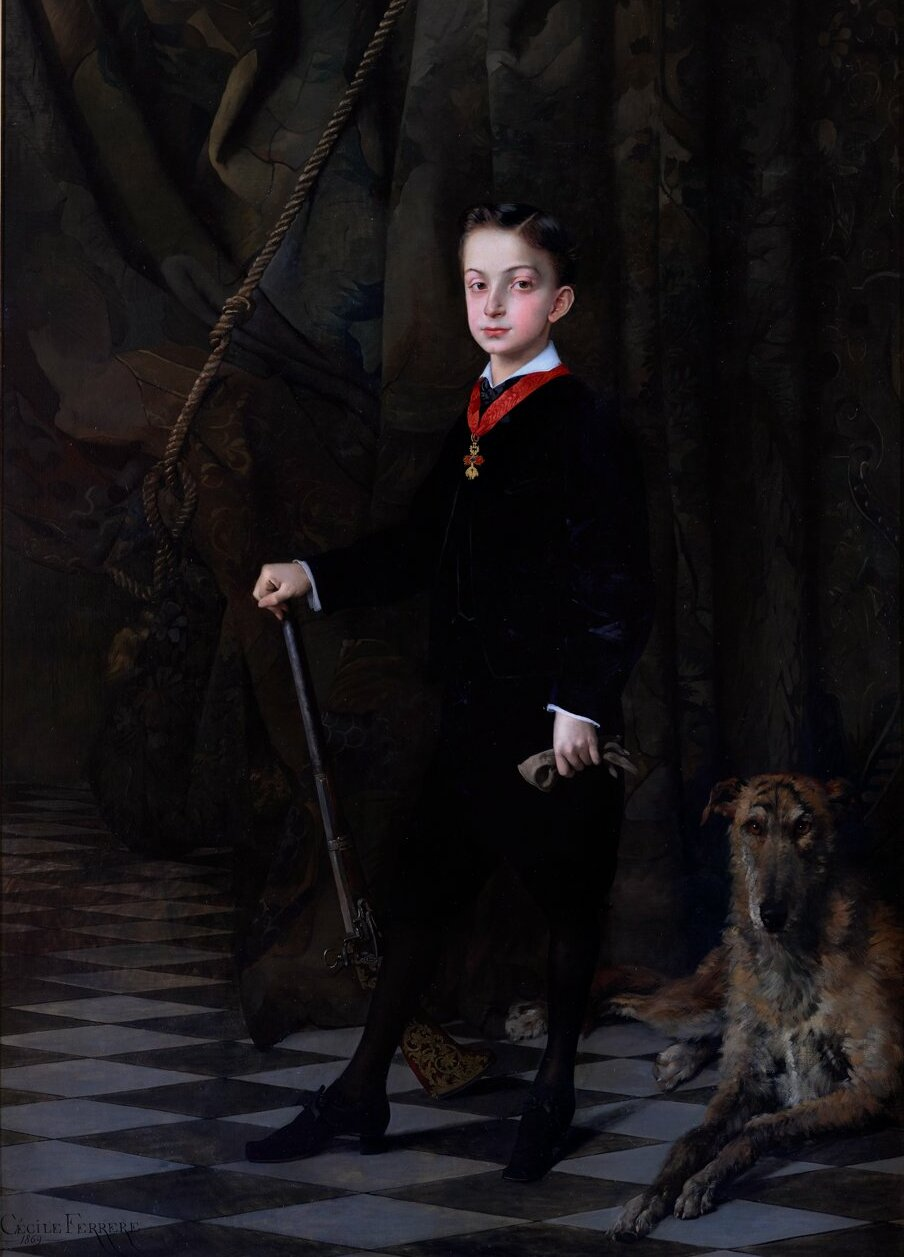
El príncipe Alfonso, cazador, 1869

En 1863, expone naturalezas muertas, retratos y escenas de género en el Salón de París. Entre sus obras se encuentran Retrato de mujer joven de 1875 o Lady with a lace collar.
Pintó varias obras por encargo de la reina Isabel II de España como un retrato de la misma Isabel II, que se conserva en el Palacio Real de Riofrío, y la obra dedicada a su hijo Alfonso XII, El príncipe Alfonso cazador, fechado en 1869. La pintora contaba entonces con apenas 22 años.